# Сіталк
Сіталк (д/н — 424 до н. е.) — володар Одриського царства в 431—424 роках до н. е.

## Життєпис
Син Тереса I, царя одрисів.У 448або 445 році до н.е. після смерті батька отримав частку володінь, але підкорявся братові Спарадоку. У 440 або 431 році до н. е. смусивбрата-царя тікати до скіфів. Вів численні війни з метою розширення території держави — від міста Абдери на півдні, на узбережжі Егейського моря до берегів Дунаю на півночі і від Чорного моря на сході до річки Струма на заході. 

Спочатку вимушений був протидіяти амбіціям свого небожа — Октамасад, царя скіфів. Висловлюється припущення, що саме за підтримки Сіталка і Октамасада до влади на Боспорі в 438 році до н. е. прийшов Спарток I. Слідом за цим в союзі з гетами Сіталк завдав поразки македонянам, захопивши долину річки Стримон, гирлом Несту в Абдері і гирлом річки Гебр. На сході володіння Сіталка досягли земель Візантія.

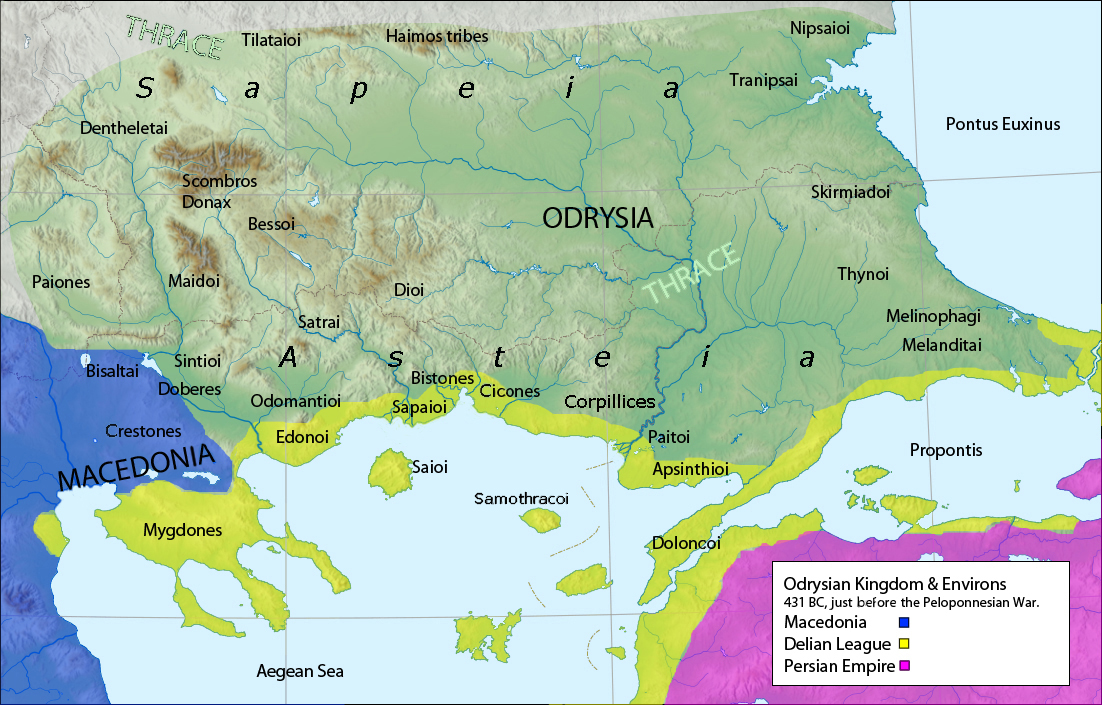
Одриське царство часів Сіталка

В результаті став межувати з володіннями афінського морського союзу на півострові Халкідика. Могутність Сіталка знайшло відображення в працях давньогрецьких істориків. Титул Сіталка — «фракійський цар», що вперше з'явився у Геродота, міцно утримується в грецькій літературної традиції: двічі у Фукідіда і один раз у Діодора Сицилійського. Згідно Фукідіду був одружений з донькою грека Німфодора з Абдер. Завершив податкову реформу, яку розпочав брав, встановивши розмір данини з фракійських підвладних племен та греких колоній Егейського та Чорного морів.також було створено царську скарбниці, продовжено практику карбування монет.
У Пелопоннеській війні підтримав Афіни. Було поширено міф про спорідненість давньоафінських царів з царями одрисів. В Афінах виникає мода на носіння одриських прикрас і культ богині Бендіди. На прохання останніх численна армія Сіталка, до складу якої увійшли одриси, дії, пеони, агріани та інші фракійські племена, в 429 році до н. е. виступила в похід проти македонського царя Пердікки II. Похід цей завершився безрезультатно через 30 днів після свого початку як через протидію спадкоємця престолу Севта, який підтримував македонян, так і через брак харчів і військових припасів. У 429 році цар розірвав союз з Афінами, уклавши договір зі Спартою. 
Сіталк загинув в 424 році до н. е. під час походу проти фракійського племені трибаллів. В своєму листі до афінян македонський цар Філіпп II дорікає тим в тому, що після смерті афінського громадянина Сіталка вони негайно ж уклали союз з його вбивцею. На думку дослідників, ці твердження не можна розуміти в тому сенсі, що убитий був цар Сіталк і афіняни уклали союз з його вбивцею: цьому суперечить і те, що цар Сіталк ні афінським громадянином, і повідомлення Фукідіда про те, що цей цар загинув в бою з трибаллами. Вчений Я. Тодоров наголошує, що в листі царя Філіппа йдеться про вбивство афінського громадянина, спадкоємця царя Сіталка — його сина Садока (Сіталка) —, і про союз, укладений афинянами з його вбивцею, — ймовірно, Севтом, сином Спарадока, майбутнім царем Севтом I.

## Пам'ять
На честь Сіталка названо пік на острові Лівінгстон (Антарктика).